# Кінзау
Кінзау (нім. Kinsau) — громада в Німеччині, розташована в землі Баварія. Підпорядковується адміністративному округу Верхня Баварія. Входить до складу району Ландсберг. Складова частина об'єднання громад Райхлінг.
Площа — 11,44 км2. Населення становить 1053 ос. (станом на 31 грудня 2020).